# Window Shopper
Window Shopper è un brano musicale del rapper statunitense 50 Cent, pubblicato come secondo singolo dalla colonna sonora Get Rich or Die Tryin' il 6 dicembre 2005. Il singolo è arrivato alla ventesima posizione della Billboard Hot 100.
Il video del brano è stato girato a Monaco

## Tracce
Vinile 12"
Lato A
1. Window Shopper
2. Window Shopper (Instrumental)

Lato B
1. I'll Whip Ya Head Boy
2. Window Shopper (A Capella)

CD singol0
1. Window Shopper (Edit) - 3:13
2. Window Shopper (Explicit) - 3:14
3. Window Shopper (Instrumental) - 3:13
4. Window Shopper (A Capella) - 2:50

## Classifiche
| Classifica (2006)                        | Posizione più alta |
| ---------------------------------------- | ------------------ |
| Australia (ARIA)                         | 13                 |
| Austria (Ö3 Austria Top 40)              | 26                 |
| Belgio (Ultratop 50 Flanders)            | 20                 |
| Belgio (Ultratop 40 Wallonia)            | 19                 |
| Francia (SNEP)                           | 23                 |
| Germania (Media Control AG)              | 20                 |
| Paesi Bassi (Dutch Top 40)               | 38                 |
| Nuova Zelanda (RIANZ)                    | 8                  |
| Norvegia (VG-lista)                      | 8                  |
| Svizzera (Schweizer Hitparade)           | 7                  |
| UK Singles (The Official Charts Company) | 11                 |
| US Billboard Hot 100                     | 20                 |
| US Hot R&B/Hip-Hop Songs (Billboard)     | 14                 |
| US Pop 100 (Billboard)                   | 41                 |
| US Rap Songs (Billboard)                 | 9                  |